# Lambswool
Le lambswool est une laine d'agneau obtenu lors de la première tonte d'un mouton, vers l'âge de sept mois,,. Cette laine, douce, élastique et glissante est utilisée dans les textiles haut de gamme.
La toison de sevrage est de la laine de 50 millimètres (1,968503935 po) ou plus courte de jeunes moutons, qui ont été tondus pour la première fois, et qui présentent la structure caractéristique de la pointe et de l'agrafe de l'agneau.